# 福島県道346号戸赤栄富線
福島県道346号戸赤栄富線（ふくしまけんどう346ごう とあかえいとみせん）は、福島県南会津郡下郷町を通る一般県道である。

## 概要
国道400号田島バイパス終点から東へ分岐し、戸石川に沿って下郷町中心部方面へ延びる路線である。田島バイパスが開通するまでの国道400号は、大型車のすれ違いが困難な箇所で冬期間は閉鎖されるため、当県道が迂回路として使われていた。

### 路線データ
- 総延長 : 10.309 km[2]
  - 実延長：総延長に同じ
- 起点 : 南会津郡下郷町大字戸赤字土羅入1204番13地先（国道400号交点）[2]
- 終点 : 南会津郡下郷町大字栄富字宮ノ下262番地（県道131号交点）[2]

### 道路施設
土羅入橋
- 全長：20.3m
- 幅員：5.0m
- 形式：鋼単純合成H桁橋
- 竣工：1995年

下郷町戸赤に位置し一級水系阿賀川水系戸石川を渡る。舟ヶ鼻下郷線道路付替え工事に伴い新たに架けられた。総工費は6700万円。
木地小屋橋
- 全長：22.0m
- 幅員：6.0（8.0）m
- 形式：鋼単純鈑桁橋
- 竣工：1993年度

下郷町戸赤に位置し一級水系阿賀川水系戸石川を渡る。拡幅工事に伴い1992年度より建設された。総工費は9500万円。
金山沢橋
- 全長：9.0m
- 幅員：5.0m
- 形式：単純PCプレテン床版桁橋
- 竣工：1995年

下郷町戸赤に位置し一級水系阿賀川水系戸石川を渡る。拡幅工事に伴い建設された。総工費は2600万円。
日影橋
- 全長：45.0m
- 幅員：6.0（10.0）m
- 形式：単純PCパイプレストレッシングI桁橋
- 竣工：1994年度

下郷町日影に位置し、一級水系阿賀川水系戸石川を渡る。当時の舟ヶ鼻下郷線の付替工事のために建設された。総工費は2億2800万円。
石井橋
- 全長：35.0m
- 幅員：6.0（10.0）m
- 形式：単純PCポステンＴ桁橋
- 竣工：1992年度

下郷町新開に位置し一級水系阿賀川水系戸石川を渡る。当路線の道路付替工事に伴い建設された。総工費は1億3000万円。

## 歴史
- 1959年8月31日 - 福島県道346号舟ヶ鼻下郷線として大沼郡昭和村舟ヶ鼻から南会津郡下郷町まで一般県道に認定される[4]。
- 2009年10月16日 - 国道400号田島バイパスが全線開通し[5]、バイパス終点から国道400号舟鼻トンネル東側に至る当路線の2.725kmが国道400号に指定され、国道と県道の重用区間となる。これにより、当路線に接続していた国道400号新道の舟鼻トンネルの盲腸線の状態が解消された[6]。
- 2011年（平成23年）2月25日 - 路線の起点を南会津郡下郷町大字戸赤に変更し、路線名を戸赤栄富線に改称する[2]。これにより国道400号との重用区間が解消され、舟鼻トンネル東口からかつての終点である昭和村舟ヶ鼻までの区間は町村道に移管された。

## 地理

### 交差する道路
- 国道400号田島バイパス（戸赤字土羅入 起点）
- 福島県道131号下郷会津本郷線（栄富字宮ノ下 終点）

### 沿線
- 戸石川